# Dej (stopień wojskowy)
Dej (tur. dayı 'wujek (ze strony matki)') – tytuł oficerów w dawnym tureckim wojsku janczarskim. Również tytuł tureckich namiestników w Algierii i Tunisie wybieranych dożywotnio przez rady oficerów janczarskich, a więc w rzeczywistości niezależnych w praktyce od dworu sułtańskiego w Stambule.
Aż do zakończenia wojen berberyjskich większość państw uprawiających handel w basenie Morza Śródziemnego zmuszona była płacić haracze władcom państw berberyjskich, by uchronić swe statki handlowe przed napaściami piratów bazujących w portach Algieru, Trypolisu, Tunisu i innych na wybrzeżu Afryki Północnej.